# Ana Foxxx
Ana Foxxx (Rialto, California; 29 de octubre de 1988) es una actriz pornográfica estadounidense. Comenzó en la industria del porno en el año 2012, a los 24 años de edad.
En 2016 participó junto a Abigail Mac, Nikki Benz, Monique Alexander y Romi Rain en la película Ghostbusters XXX Parody, una parodia porno del reboot femenino de Los cazafantasmas producido por Brazzers.

## Premios y nominaciones
| Año  | Resultado | Premio | Trabajo                                                         |
| ---- | --------- | --- | --------------------------------------------------------------- |
| 2013 | Nominada  | Mejor actriz revelación | —                                                               |
| 2014 | Nominada  | Mejor escena de sexo lésbico (con Tessa Lane) | Four Rooms: Los Angeles                                         |
| 2014 | Nominada  | Mejor escena de masturbación | My Gigantic Toys 18                                             |
| 2016 | Nominada  | Mejor escena de sexo lésbico en grupo (con Dani Daniels, Anikka Albrite, Lexi Belle, Mercedes Carrera, Maddy O'Reilly, Ash Hollywood, Keisha Grey & Ryan Ryans)                              | Sisterhood                                                      |
| 2016 | Nominada  | Mejor escena de sexo anal (con Mick Blue) | Black Bombshells                                                |
| 2016 | Nominada  | Estrella mainstream del año | —                                                               |
| 2017 | Nominada  | Mejor escena de doble penetración (con Mick Blue & Markus Dupree) | DP Me 4                                                         |
| 2017 | Nominada  | Mejor escena de trío Mujer-Hombre-Mujer (con Kira Noir & Mike Adriano) | Hungry Assholes                                                 |
| 2018 | Nominada  | Mejor escena de sexo lésbico en grupo (con Tori Black, Abigail Mac, Jenna Sativa & Anikka Albrite)                                                                                           | Tori Black Is Back                                              |
| 2019 | Nominada  | Mejor escena de sexo lésbico en grupo (con Britney Amber & Mary Moody) | Cumless: A Digital Playground XXX Parody                        |
| 2019 | Ganadora  | Mejor escena de sexo en grupo (con Tori Black, Jessa Rhodes, Mia Malkova, Abella Danger, Kira Noir, Vicki Chase, Angela White, Bambino, Mick Blue, Ricky Johnson, Ryan Driller & Alex Jones) | After Dark                                                      |
| 2019 | Nominada  | Mejor escena de sexo transexual (con Natassia Dreams, Jessica Drake & Sean Michaels) | Carnal                                                          |
| 2020 | Nominada  | Mejor escena de sexo lésbico en grupo (con Whitney Wright, Brandi Mae & Aiden Ashley) | Girls of Wrestling                                              |
| 2020 | Nominada  | Mejor escena de sexo lésbico (con Serene Siren) | Sex & Lies                                                      |
| 2020 | Nominada  | Artista femenina del año | —                                                               |
| 2021 | Nominada  | Mejor escena de sexo lésbico en grupo (con Alexis Texas, Sammie Six, Kleio Valentien, Zoey Monroe, Jayden Cole, Dava Foxx & Jenna Foxx)                                                      | Alexis Texas Lesbian House Party!                               |
| 2021 | Nominada  | Mejor escena de sexo lésbico en grupo (con Kira Noir & Serena Blair) | Primary                                                         |
| 2021 | Nominada  | mejor actriz | Primary                                                         |
| 2021 | Nominada  | Mejor escena de gangbang (con Ramón Nomar, Donny Sins, Codey Steele & Johnny Goodluck) | Hot Fit Slut Ana Foxxx Bound, Fucked, DP'd and Stuffed Airtight |
| 2021 | Nominada  | Mejor escena de sexo lésbico (con Demi Sutra) | Prison Heat                                                     |
| 2021 | Nominada  | Artista femenina del año | —                                                               |
| 2022 | Nominada  | mejor actriz | Sweet Sweet Sally Mae                                           |
| 2022 | Nominada  | Mejor escena de sexo en realidad virtual (con September Reign, Daya Knight, Sommer Isabella & John Strong)                                                                                   | Wicked Wedding                                                  |
| 2023 | Nominada  | mejor actriz en mediometraje | Unfinished Business                                             |
| 2023 | Nominada  | Mejor escena de sexo en grupo (con Madison Summers, Alexia Anders, Donny Sins, Damon Dice & Kyle Mason)                                                                                      | Miss Santa Needs Some Sugar                                     |
| 2023 | Nominada  | mejor actriz de reparto | Torn                                                            |
| 2023 | Nominada  | Mejor escena de trío Mujer-Hombre-Mujer (con Lily Larimar & Isiah Maxwell) | Maid to Kill – Chapter 4                                        |
| 2023 | Nominada  | Artista femenina del año | —                                                               |

| Año  | Resultado | Premio                 |
| ---- | --------- | ---------------------- |
| 2020 | Nominada  | Mejor actriz           |
| 2020 | Nominada  | mejor artista lesbiana |
| 2022 | Nominada  | Mejor actriz femenina  |

| Año  | Ceremonia        | Resultado | Premio                  |
| ---- | ---------------- | --------- | ----------------------- |
| 2012 | Urban X Award    | Nominado  | Rising Star (Female)    |
| 2013 | NightMoves Award | Nominado  | Best Ethnic Performer   |
| 2014 | Premios XBIZ     | Nominada  | Mejor actriz revelación |